# عراق سويدان
عراق سويدان كانت قرية فلسطينية تقع على الطريق الواصل بين الفالوجة بالمجدل وبغزة، نحو 35 كم شمال شرق غزة. احتلتها القوات الصهيونية في 10 نوفمبر 1948 وهجّرت أهلها وهدمتها.

## الموقع
كانت القرية تنهض على هضبة صغيرة في السهل الساحلي، ذات تربة بنية اللون مائلة إلى الحمرة وكان طريق الفالوجة–المجدل العام يجتاز الطرف الجنوبي من القرية. قد بنى البريطانيون مركزاً حصيناً للشرطة غربي القرية، وعلى ذلك الطريق ذاته. والجزء الأول من اسم القرية أي «عراق»، وهو جمع عرق، ومعناه الجبل الصغير، يشير طبعا إلى موقعها بينما الجزء الثاني من الاسم غير معروف الأصل.تحيط بالقرية أراضي قرى كرتيا، الفالوجة، كوكبا، بيت عفا.

## السكان
بلغ عدد سكان عراق سويدان عام 1922 نحو 349 نسمة، ووصل إلى 660 نسمة عام 1945، كلهم من المسلمين.

## الاقتصاد والبنى التحتية
كانت مياه الاستعمال المنزلي تستمد من بئرين. أما المزروعات الأساسية غير أنه كان ثمة مساحات صغيرة مخصصة للأشجار المثمرة (بما في ذلك اللوز) والعنب في 1944–1945، كان ما مجموعه 7,329 دونماً مخصصا للحبوب و9 من الدونمات مروياً أو مستخدماً للبساتين.
كان في القرية مدرسة للذكور اُسست في عام 1947. وبعدها أصبحت القرية تشارك في مدرستها الابتدائية التي بناها السكان كمدرسة خاصة في سنة 1942، سكان قريتي عبدس وبيت عفا المجاورتين. وكان عدد التلامذة من القرى الثلاث 104 في أواسط الأربعينيات. في عام 1948 إلتحق في المدرسة 104 طالب.

## أماكن أثرية
يوجد بالقرية مدافن لمجاهدين وأولياء والكهوف المنحوتة في الصخر وبعض الأرضيات من الفسيفساء. من مواقعها الأثرية خربة الشيخ محمد، وخربة الشيخ عبد الله. ويبدو أنهما من الفترة البيزنطية.

## الاحتلال والتدمير
سقطت القرية في حرب 1948 في أيدي القوات الصهيونية في ما يسمى في الرواية الإسرائيلية «عملية يواف» ضد الجيش المصري الذي كان يدافع عن المنطقة.

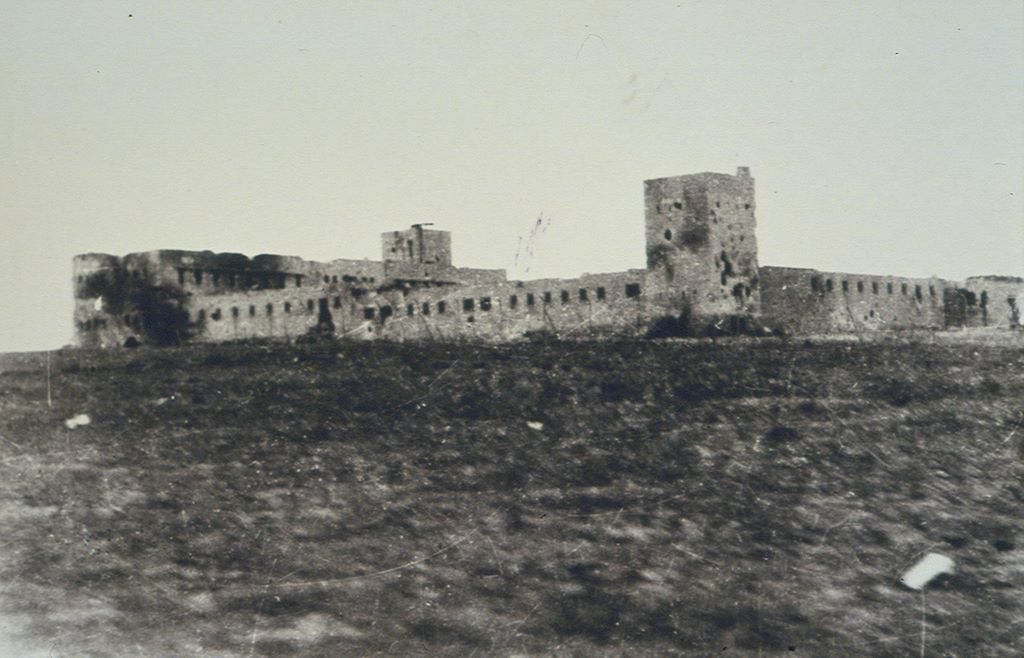
مركز الشرطة البريطانية قبل تفجيره

 سلمت السلطات البريطانية عشية انسحابها في 15 مايو 1948، السكان مركز الشرطة في القرية. وبعيد ذلك التاريخ دخلت القوات المصرية، فلسطين وصدرت الأوامر إلى الكتيبة الأولى لمركز الشرطة الذي كان يتحكم في الطريق بين المجدل وبيت جبرين فضلاً عن تحكمه في الطريق الداخلي نحو النقب فقد حاول الإسرائيليون من دون طال وفي ثماني هجمات منفصلة أن يستولوا على هذا المركز في الأشهر اللاحقة.
عندما أعلن بدء الهدنة الأولى (11 يونيو–10 يوليو)، كانت القرية لا تزال خارج نطاق الاحتلال. وما أن انتهت الهدنة حتى حاولت القوات الإسرائيلية، مجدداً الاستيلاء عليها. إذا صدرت الأوامر إلى وحدات من لواء هنيغف (النقب) بالاستيلاء على مركز الشرطة، بينما أنطيت بوحدات من لواء غيفعاتي مهمة احتلال القرية ذاتها. وقد احتلت الكتيبة الرابعة من لواء غفعاتي القرية لفترة قصيرة ليل 8–9 يوليو غير أنها اضطرت إلى إخلائها فوراً لأن وحدات لواء هنيغف أخفقت في احتلال مركز الشرطة، وكان من المستحيل الدفاع عن القرية من دون احتلال ذلك المركز. وبعد ذلك التاريخ بيومين، أوردت صحيفة نيويورك تايمز أن سلاح الجو الإسرائيلي قصف الموقع وغيره من الأهداف في قضاء عزة.
أخيرا سقط مركز الشرطة في 9 نوفمبر 1948 في يد الكتيبة التاسعة من اللواء المدرع بعد هجوم كثيف شنته خلال الهدنة وعقب عملية يواف وكان الهدف منه الاستيلاء على المركز تحديداً. كانت الخطة تشتمل على قصف مدفعي ممهد بقوة لا مثيل لها من قبل وبعد ذلك هجوم بالمشاة والدبابات.وبعد ساعتين من القصف العنيف دمر حائط مركز الشرطة على يد وحدة إسرائيلية كانت تتقدم نحوه. أما المدافعون المصريون الذين صمدوا فيه ستة أشهر تقريباً فقد خرجوا من الحصن مذهولين ومصدومين واستسلموا. وجاء في تقرير مراقبي الأمم المتحدة الذين شهدوا ذلك الهجوم، أن الموقع تعرض لقصف طائرات من طراز فلاينغ فورتس ب-17 كما جاء في تقرير نشرته نيويورك تايمز أنه بعد أن سمع صوت إطلاق النار، وصل مراقبا الهدنة (أحدهما أميريكي والآخر بلجيكي) إلى المكان مع ضباط الارتباط الإسرائيليين. ثم طلب الضباط الإسرائيليون منهما مغادرة المكان بحجة عدم توفر الأمن. ورفض المراقبان الطلب، فاعتقلتهما الشرطة الإسرائيلية واحتجزتهما حتى المساء وأدانت الأمم المتحدة احتجاز الإسرائيليين للمراقبين وقالت بأنه محاولة متعمدة لإجهاض الإشراف الفعلي على الهدنة.
في 10 نوفمبر بعد يوم من الهجوم جاء في بلاغ إسرائيلي أن القوات المصرية انسحبت بعد استسلام مركز الشرطة من قرية عراق سويدان وقرية بيت عفا المجاورة. واستشهدت صحفية نيويورك تايمز بهذا البلاغ الذي جاء فيه أن الجنود الإسرائيليين احتلوا هاتين القريتين، لكنها لم تذكر هل بقي السكان فيهما أم لا. وقد كتب الجنرال إسحاق ساده وهو مؤسس البلماح وأول قائد من قادته وصفاً شاملاً للهجوم على مركز شرطة عراق سويدان وأشار فيه إلى أن اسم عراق سويدان بحد ذاته كان يبعث على الاحترام لدى مقاتلي وحدات الجيش الإسرائيلي. وبعد احتلال القرية ومركز الشرطة، اشتد الخناق على آلاف المدنيين والعسكريين الذين حجزوا داخل جيب الفالوجة.

## القرية اليوم
دمر اليهود القرية بعد ترحيل سكانها العرب عنها، واحتفظوا بمركز الشرطة لاستخدامه في الإشراف على الموقع العام للقرية، وأطلقوا عليه وعلى المكان اسم «متسودت يوآب».
يحتجب حطام المنازل بغابة من أشجار الكينا التي تغطي وسط القرية. ولا يزال يشاهد نبات الصبار وبقايا حوض. ويسهل تمييز طريقين قديمين من طرقات القرية، تمر أحداهما بالموقع والأخرى عبر أراضي القرية.
أقيمت عام 1953 على أراضي القرية إلى الشرق منها مستعمرة ياد نتان الزراعية، وعام 1955 مستعمرة عوتسم إلى الجنوب الشرقي منها، وإلى الغرب أقيمت مستعمرة سدي يوآب في عام 1956.. أما الأراضي المجاورة فيستغلها المزارعون الصهاينة وتروى من قناة جر مياه نهر الأردن.

## روابط خارجية
- فلسطين في الذاكرة
- مسح عن فلسطين الغربية، خريطة 20: IAA، كومنز
- كل ما تبقى من عراق سويدان منذ النكبة على يوتيوب